# Chamizal, New Mexico
Chamizal, New Mexico (енгл. Chamizal) насељено је место без административног статуса у америчкој савезној држави Њу Мексико.

## Демографија
По попису из 2010. године број становника је 101.
| Група             | 2000.    | 2010.      |
| Белци             | 0 (0,0%) | 49 (48,5%) |
| Афроамериканци    | 0 (0,0%) | 1 (1,0%)   |
| Азијати           | 0 (0,0%) | 3 (3,0%)   |
| Хиспаноамериканци | 0 (0,0%) | 49 (48,5%) |
| Укупно            | 0        | 101        |